# 南条早映
南条早映（日语：／ Nanjo Sae，1999年7月15日—），兵库县出身，日本女子摔跤运动员。她曾代表日本参加挪威奥斯陆举行的2021年世界摔跤锦标赛，获得女子57公斤级铜牌。